# Jakob Bergstedt
Jakob Bergstedt (9 de diciembre de 1977) es un deportista sueco que compitió en snowboard. Ganó una medalla de bronce en el Campeonato Mundial de Snowboard de 1997, en la prueba de campo a través.

## Medallero internacional
| Campeonato Mundial | Campeonato Mundial   | Campeonato Mundial | Campeonato Mundial |
| Año                | Lugar                | Medalla            | Competición        |
| ------------------ | -------------------- | ------------------ | ------------------ |
| 1997               | San Candido (Italia) | Medalla de bronce  | Campo a través     |